# Éméritat
Pour les articles homonymes, voir Professeur.
L'éméritat, ou honorariat est un titre honorifique accordé à certains enseignants du supérieur et chercheurs, qui leur permet de poursuivre certains travaux alors qu'ils sont admis à faire valoir leur droit à la retraite.
Décerné en considération des travaux et des services rendus, ce titre permet à son bénéficiaire de continuer à exercer quelques activités universitaires ou scientifiques, telles que l'encadrement de doctorants.

## Par pays

### Belgique
En Belgique, les membres du personnel académique admis à la retraite conservent le titre honorifique de leur fonction, sauf si un motif grave s'y oppose. Ce titre est suivi de l'adjectif « émérite » si l'intéressé compte 25 années de service académique, ou de l'adjectif « honoraire » dans les autres cas. L'éméritat est également accordé aux magistrats qui ont atteint l'âge de la retraite en comptant 30 années de service, dont 15 dans la magistrature, et aux membres du haut clergé[réf. nécessaire].

### Canada
Au Canada, le titre de « professeur émérite » est une distinction honorifique décernée par les universités à des professeurs retraités en reconnaissance de leur contribution exceptionnelle à l'enseignement, à la recherche et au rayonnement de l'établissement. Les critères et procédures d'attribution de ce titre varient selon les institutions. 
Par exemple, l'Université du Québec en Outaouais (UQO) exige que le candidat ait été professeur régulier pendant au moins dix ans et ait atteint la catégorie IV. Le titre est attribué pour une contribution marquée par un haut degré d'excellence en recherche, en enseignement ou en développement universitaire. La décision est prise par le conseil d'administration sur recommandation de la commission des études, après avis favorable du comité de l’éméritat. De son côté, l'Université Laval considère l'éméritat comme la plus haute reconnaissance qu'elle peut accorder à un membre du corps professoral. Le titre de professeur émérite est conféré par le Conseil universitaire sur recommandation du Vice-rectorat aux ressources humaines. À l'Université de Moncton, le titre de professeur émérite est également une haute distinction honorifique, attribuée chaque année à un maximum de cinq professeurs s'étant distingués dans les domaines de l’enseignement, de la recherche et du service à la collectivité.

### États-Unis
Dans le système universitaire nord-américain et des pays anglophones, un professeur émérite est un professeur qui a pris une retraite partielle. Habituellement, ce titre est atteint à partir de 70 ans. Un professeur émérite n'est plus tenu d'assumer les charges habituelles d'un professeur, comme l'enseignement, mais peut aussi en maintenir. Il peut recevoir en pension de retraite une grande part de son salaire, vu que son statut de « tenured » (anglais pour « professeur titulaire ») est valide à vie.
Dans certaines universités, ce titre inclut des positions avec moins d'avantages. Parfois, on trouve le titre de professeur émérite associé. D'autres fois, l'éméritat est sujet à un acte ou un vote.

### France
Instauré par l'article 4 de la loi no 84-834 du 13 septembre 1984, l'éméritat est codifié en France par l'article L. 952-11 du code de l'Éducation. Il a pour objet de fixer à 65 ans l'âge limite de départ à la retraite des fonctionnaires civils de l'État. Il est délivré, à la demande de l'intéressé, pour une durée déterminée.
L'éméritat est, à l'origine, une mesure d'accompagnement destinée à permettre aux professeurs des universités d'achever certains travaux de recherche ou d'encadrement en cours selon des modalités qui doivent être précisées par décret en Conseil d'État. La mesure n'a toutefois pas pour effet d'écarter l'application de la limite d'âge à ce corps de fonctionnaires ni de créer une discrimination en leur faveur. En France, l'éméritat ne bénéficie d'aucun statut particulier.
Le dispositif applicable aux professeurs des universités est précisé par l'article 58 du décret no 84-431 du 6 juin 1984 portant statut particulier des corps d'enseignants-chercheurs propres aux universités. Ce dispositif prévoit que :

« Les professeurs admis à la retraite peuvent pour une durée déterminée par l'établissement recevoir le titre de professeur émérite par décision du conseil d'administration prise à la majorité des membres présents sur proposition du conseil scientifique siégeant en formation restreinte aux personnes qui sont habilitées à diriger des travaux de recherche dans l'établissement, prise à la majorité absolue des membres composant cette formation. Les professeurs émérites peuvent diriger des séminaires, des thèses et participer à des jurys de thèse ou d'habilitation. »

Le bénéfice de la disposition a par la suite été étendu par l'article 7 de la loi no 99-587 du 12 juillet 1999 sur l'innovation et la recherche à l'ensemble des corps assimilés aux professeurs des universités pour les élections au Conseil national des universités. En outre, des dispositions similaires existent en ce qui concerne les enseignants et les chercheurs relevant d'autres départements ministériels que l'Éducation nationale : professeurs de l'enseignement supérieur agricole, directeurs de recherche des établissements publics scientifiques et technologiques, chargés de recherche et directeurs de recherche de l'École nationale des ponts et chaussées et de l'École nationale des travaux publics de l'État.
Bulletin officiel n° 20 du 14 mai 2015 (page 74) :

« […] peuvent pour une durée déterminée par l'établissement recevoir le titre de professeur émérite. Ce titre est délivré par le président ou le directeur de l'établissement sur proposition du conseil scientifique de l'établissement en formation restreinte aux personnes qui sont habilitées à diriger des travaux de recherche ou de l'organe en tenant lieu. Les professeurs émérites peuvent continuer à apporter un concours, à titre accessoire et gracieux, aux missions prévues à l'article 3, et notamment peuvent diriger des séminaires, des thèses et participer à des jurys de thèse ou d'habilitation. »

La loi de Programmation de la recherche, et plus particulièrement l'article 2020-1674 , précise que les professeurs émérites ne peuvent pas exercer de fonction de direction. Ils ne peuvent plus diriger de nouvelles thèses,  mais peuvent généralement néanmoins finir les directions de thèses commencées avant leur éméritat.